# Stora Skilleråstjärnet
Stora Skilleråstjärnet är en sjö i Munkedals kommun i Bohuslän och ingår i Enningdalsälvens huvudavrinningsområde.